# Bôeres
Os bôeres (português brasileiro) ou bóeres (português europeu), ou ainda bures, são os descendentes dos colonos calvinistas dos Países Baixos e também da Alemanha e da Dinamarca, bem como de huguenotes franceses, que se estabeleceram nos séculos XVII e XVIII na África do Sul  cuja colonização disputaram com os britânicos. Desenvolveram uma língua própria, o africâner, derivado do neerlandês com influências limitadas de línguas indígenas nativas da África como o bantu, o xossa e o sesoto, do malaio e do alemão. Hoje vivem principalmente na África do Sul e na Namíbia, mas também no Botswana e em Essuatíni. Migrações menores de suecos, portugueses, gregos, norte-franceses, catalães, poloneses, escoceses, letões, estonianos e finlandeses também contribuíram para essa mistura étnica.
Muitos dos brancos da África do Sul possuem significativa ancestralidade não europeia, por menor que esse grau possa ser em alguns indivíduos. De acordo com um estudo genealógico, por volta de 6% da ancestralidade dos descendentes dos colonos holandeses é de origem não europeia, aí incluídos aportes asiáticos e africanos. Muitas famílias tradicionais e antigas são descendentes, por exemplo, de Eva Krotoa, uma coissã que teve filhos com um colono holandês e cujos filhos se integraram na comunidade colonial estabelecida pelos Países Baixos.
Entre o fim do século XIX e o início do século XX, vários grupos de bôeres fixaram-se no sul de Angola, na Humpata. Todos os integrantes dessa comunidade regressaram à atual Namíbia e à África do Sul, em momentos diversos, os últimos quando do acesso de Angola à independência.
Na África do Sul, os bôeres (africânderes) foram a base social principal do regime do apartheid, que durante muitas décadas vingou na África do Sul. Ao mesmo tempo, foram o grupo chave para o desenvolvimento económico da África do Sul e a posição de vantagem deste país na economia mundial. Sua importância econômica deve-se ao fato de que tinham garantidos todos os seus direitos durante o apartheid, o que permitia que fizessem o necessário para contribuir para economia (estudar, atingir altos postos, etc.). Se todas a etnias sul-africanas tivessem gozado dos mesmos direitos naquela época, a economia sul-africana poderia estar numa situação ainda mais vantajosa. Atualmente, o africâner é uma das onze línguas oficiais da África do Sul, e é a mais usada para a comunicação interétnica na Namíbia. Entretanto, o termo boer já não é usado na África Austral nem para efeitos de autodesignação nem de classificação oficial, tendo sido substituído pelo termo africâner (em africâner, Afrikaner). Ocasionalmente, é  usado apenas pela população negra, com conotações pejorativas.

## Personalidades históricas
- Andries Wilhelmus Jacobus Pretorius
- Andries Hendrik Potgieter
- Christiaan de Wet
- Frederik de Klerk
- Jan van Riebeeck
- Paul Kruger
- Pieter Willem Botha

## Cidades históricas
- Cidade do Cabo
- Joanesburgo
- Pretória
- Bloemfontein
- Pietermaritzburg
- Volksrust
- Stellenbosch